# Dulaglutide
La dulaglutide (nella fase sperimentale conosciuta anche con la sigla LY-2189265) è un agonista del recettore GLP-1 (glucagon-like peptide 1). Il GLP-1 è un ormone, più precisamente una incretina, che interviene nella normalizzazione dei livelli di zucchero nel sangue. La molecola è impiegata nel trattamento del diabete mellito di tipo 2. È utilizzabile per via iniettiva sottocutanea, negli adulti con diabete di tipo 2 e una sola volta alla settimana, per migliorare il controllo glicemico. Rimane indispensabile che il paziente si attenga ad una dieta controllata ipoglicemica e svolga quotidianamente esercizio fisico. Dulaglutide può essere utilizzato sia in monosomministrazione che in combinazione con altre terapie per il diabete di tipo 2, in particolare la metformina, le sulfaniluree, i tiazolidinedioni, l'insulina basale e l’insulina rapida assunta in concomitanza con i pasti.

## Storia
La Food and Drug Administration (FDA) degli Stati Uniti ha approvato il medicinale per uso umano nel settembre del 2014. In quel paese il farmaco è stato prodotto e commercializzato dalla società farmaceutica Eli Lilly con il nome commerciale di Trulicity.

## Meccanismo d'azione
Dulaglutide è un agonista recettoriale a lunga durata d’azione del GLP-1 (glucagon like peptide 1). La molecola consiste di 2 catene identiche legate da ponti disolfuro, ciascuna delle quali contiene una sequenza modificata di analogo del GLP-1 umano legata covalentemente da un piccolo peptide linker ad un frammento (Fc) modificato della catena pesante delle immunoglobuline umane G4 (IgG4). La porzione di analogo del GLP-1 di dulaglutide ha un’omologia di circa il 90 % con il GLP-1 umano nativo (7-37). Il GLP- 1 nativo ha un’emivita di 1,5-2 minuti a causa della degradazione da parte della DPP 4 e della clearance renale. Al contrario del GLP-1 nativo, dulaglutide è resistente alla degradazione da parte della DPP 4, ed ha grandi dimensioni che ne rallentano l’assorbimento e ne riducono la clearance renale. Questi aspetti ingegneristici portano ad una formulazione solubile ed un’emivita prolungata di 4,7 giorni, che rendono la molecola adatta ad una somministrazione sottocutanea una volta a settimana. Inoltre, la molecola di dulaglutide è stata ingegnerizzata per prevenire la risposta immunitaria dipendente dal recettore Fcγ e per ridurne il potenziale immunogenico. Dulaglutide esercita diverse azioni anti-iperglicemiche del GLP-1. In presenza di concentrazioni glicemiche elevate, dulaglutide aumenta l’AMP ciclico intracellulare (cAMP) nelle cellule beta pancreatiche determinando rilascio di insulina. Dulaglutide sopprime la secrezione di glucagone, che è noto essere inappropriatamente elevato nei pazienti con diabete di tipo 2. Concentrazioni più basse di glucagone determinano una riduzione dell’output epatico di glucosio. Dulaglutide rallenta, inoltre, lo svuotamento gastrico.

## Usi clinici
Il composto trova indicazione nel trattamento degli adulti affetti da diabete mellito in aggiunta alla dieta e all'esercizio fisico per migliorare il controllo glicemico. Dulaglutide non è indicata per il trattamento dei soggetti con diabete mellito di tipo 1 o in coloro che manifestano tendenza alla chetoacidosi diabetica. Dulaglutide può essere utilizzata sia in monoterapia sia in combinazione con altri medicamenti per il trattamento del diabete di tipo 2, in particolare metformina, sulfaniluree, tiazolidinedioni, inibitori del SGLT2, insulina ad azione lenta e insulina ad azione rapida assunta in concomitanza con i pasti.

## Effetti collaterali e indesiderati
Gli effetti indesiderati che si registrano più comunemente comprendono disturbi gastrointestinali, come la dispepsia, una riduzione dell'appetito, nausea, vomito, dolore addominale, diarrea.. Generalmente l’uso di dulaglutide è associato ad una moderata incidenza di effetti gastrointestinali e ad una bassa incidenza di ipoglicemia, il rischio di ipoglicemia aumenta se il farmaco è usato in combinazione con sulfoniluree o insulina. Raramente i pazienti che usano analoghi del GLP-1RA possono avere reazioni avverse gravi, segnatamente pancreatite acuta.

## Controindicazioni
Oltre che nei soggetti con ipersensibilità verso il principio attivo, la dulaglutide risulta controindicata nei soggetti affetti da diabete mellito di tipo 1. È inoltre controindicata nei pazienti che presentano un incremento dei corpi chetonici nel sangue o nelle urine (chetoacidosi diabetica e nei soggetti con gravi patologie dello stomaco o dell'intestino.
Il farmaco, infine, non deve essere assunto come terapia di prima linea in quei pazienti le cui problematiche di controllo glicemico possono essere gestite e risolte semplicemente con una adeguata dieta alimentare e l'incremento dell'esercizio fisico.